# Danny Watts (suite romanesque)
Pour les articles homonymes, voir Danny Watts.
Danny Watts est une saga d’aventures britannique en quatre tomes, coécrite par Andy McNab et Robert Rigby, dont le titre original est Boy Soldier Series.
Elle est éditée en France aux Éditions Baam !.

## Résumé de la saga
Danny Watts, 17 ans, voit sa carrière militaire gâchée par la trahison de son grand-père, ancien des services secrets.
Surveillé par un journaliste, espionné par le MI6, il ne peut compter que sur son amie Elena, hacker de génie, pour se lancer à la poursuite du passé de son aïeul. Chasseur devenu gibier, Danny ne peut plus reculer. La traque va commencer.

## Résumé des tomes

### Trahison
Danny, 17 ans, voit ses rêves de carrière militaire s'écrouler lorsqu'il apprend qu'il est le petit-fils d'un traître. Ce Fergus Watts qu'il n'a jamais connu s'est illustré dans les Services secrets avant de disparaître en Colombie. Partant à la recherche de ce héros déchu, Danny s'enfonce dans le labyrinthe du contre-espionnage.
Les traîtres sont-ils ceux que l'on croit ? Chasseur devenu gibier, Danny ne peut plus compter que sur son amie Elena, hacker de génie. Mais plus ils en apprennent, plus leur vie est en danger. Sauront-ils échapper aux multiples dangers qui les guettent ?

### Riposte
Exilés en Espagne, Danny et Fergus sont toujours traqués par les services secrets britanniques, pourtant submergés par la vague d'attentats qui secoue l'Angleterre. Résolus à démasquer le véritable traître infiltré au sommet de la Firme, ils n'ont plus qu'un seul choix : rejoindre Elena... et se jeter dans la gueule du loup.

### Vengeance
11 septembre 2001 : une attaque terroriste aérienne détruit les tours jumelles du World Trade Center, faisant près de trois mille victimes innocentes. Cinq ans plus tard : un homme se faisant appeler Black Star cherche à venger la mort de son fils en recrutant sur Interner de jeunes adolescents qu'il transforme en kamikazes. Elena est sur la corde raide : elle seule peut arrêter le massacre, en se faisant passer pour l'un des Anges de la Mort de Black Star ; mais sans le soutien de Danny, manipulé par les services secrets, ne risque-t-elle pas de commettre l'irréparable ?

### Opération Meltdown
Le passé de Fergus Watts en tant qu'agent infiltré chez les narcotrafiquants conduit Dudley et le MI5 à lui confier la délicate mission d'éradiquer une drogue à la formule terrifiante. Le jeune âge et l'expérience de Danny font de lui l'agent idéal pour se rapprocher du cœur de l'organisation. S'ils mènent à bien leur tâche, leur dossier sera blanchi pour de bon. Cette fois-ci, les Watts sont du bon côté de la barrière avec, en ligne de mire, la liberté d'une nouvelle vie.

## Personnages principaux
- Danny Watts ;
- Elena Omolodon, tuée par Marcie Deveraux dans le tome 3 ;
- Fergus Watts, alias « Frankie Wilson » ;
- Marcie Deveraux, ennemie jurée des Watts, tuée par Danny lors d'un combat dans le tome 4 ;
- Géant Kev, ami de Fergus, mort dans le tome 2 ;
- « Dudley » dont on ne connait aucun autre nom, grande ponte du MI5 ;
- George Fincham « le traître » voulant éliminer les Watts, tué par une explosion à la fin du tome 2 ;
- Joey Omolodon, père d'Elena, mort à la fin du tome 2 ;
- Black Star, alias Charles Pointer II, pirate informatique rendu fou par la mort de son fils, mort dans le tome 3 ;
- Enver Kubara, père de Storme Karlsson, mort à la fin du tome 4 ;
- Storme Karlsson, fille d'Enver Kubara, sauvée par Danny à la fin du tome 4.